# Chevry-sous-le-Bignon

Chevry-sous-le-Bignon este o comună în departamentul Loiret din centrul Franței. În 1 ianuarie 2022 avea o populație de 228 de locuitori.